# Ceratonykus oculatus
Ceratonykus oculatus és una espècie de dinosaure teròpode alvarezsàurid que va viure al Cretaci superior en el que actualment és Mongòlia, Àsia. Les seves restes fòssils foren descobertes l'any 2009.